# François Guiguet

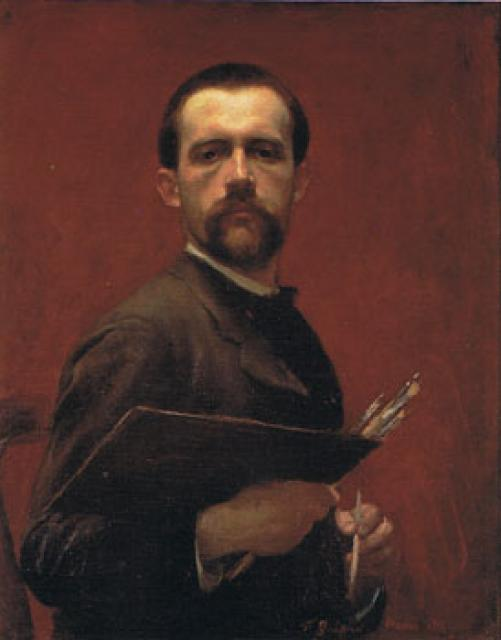
François Joseph Guiguet - AutorretratoMorestel, maison Ravier

François Joseph Guiguet fue un pintor y litógrafo francés nacido en Corbelin (Isère) el 8 de enero de 1860 y muerto en la misma población el 3 de septiembre de 1937.

## Biografía
Hijo de Joseph Guiguet, carpintero, y de Marie Françoise Garnier, François Guiguet fue el quinto de una familia de doce hijos. Hizo sus estudios primarios en la escuela comunal de Corbelin. Su padre le enseñó carpintería, profesión a la que lo destinaba. Su vocación artística se afirmó desde sus años de juventud, esencialmente rural, con el despertar de su gusto por el dibujo sin que su entorno se interpusiera.
Hacia 1876, un día de visita, el doctor Gauthier, médico de la familia, quedó sorprendido por la calidad de sus dibujos. Entonces aconsejó a sus padres que buscaran el consejo del pintor Auguste Ravier (1814-1895) que vivía en Morestel, un pueblo vecino. Este inmediatamente reconoce en las obras de Guiguet un talento seguro. Durante tres años le dará valiosos consejos a su discípulo: el uso de la variedad de herramientas de dibujo, el respeto de los valores, el sentido de la composición, el uso y las ventajas del pastel que Ravier practicó sin embargo poco, la práctica de la pintura al óleo, etc. Estas enseñanzas permitirán a Guiguet llegar ya formado a la Escuela de Bellas Artes de Lyon en 1879, por recomendación de Ravier. Fue admitido en la clase de Michel Dumas (1812-1885), donde este último había sido nombrado profesor el año anterior. Este exalumno de Ingres, con quien pasó más de 16 años en Italia, era un fiel guardián de la tradición artística de su maestro. Especialista en temas religiosos y grandes decoraciones murales de iglesias, confirma a Guiguet en su gusto y en la necesidad del dibujo puro, al mismo tiempo que le enseña a organizar el trabajo de la pintura decorativa clásica.
En 1882, Guiguet obtuvo el Premio de París que le permitió continuar sus estudios en la Escuela Nacional de Bellas Artes de la capital con una asignación anual de 1200 francs. Con el apoyo de Édouard Aynard, director de la Comisión para la administración de los museos y de Antonin Dubost, diputado por Isère, Guiguet se instala en París. Fue admitido en la clase de Alexandre Cabanel (1823-1889).
Hizo su debut en el Salon des artistes français en 1885 con Le Retour du jeune Tobie.
A partir de 1889, vivió en el número 13 de la rue Ravignan, que más tarde se convertiría en el Bateau-Lavoir, donde tuvo su estudio hasta 1905. También será el momento de su noviazgo con Juliette Dubois, hija de un negociante inmobiliario parisino, a quien retrató a menudo en esta época.
François Guiguet se hace amigo de Pierre Puvis de Chavannes, Edgar Degas y Luigi Chialiva (1842-1914), que le revela algunas técnicas de los viejos maestros. Gracias a sus encuentros, sus apoyos y su amistad con Félix Thiollier, se forjó una personalidad. Entre 1993 y 1910, Guiguet realizó litografías en color, incluidas publicaciones en L'Estampe moderne (1897) y L'Estampe nouvelle (1905).
En 1905, dejó el Bateau-Lavoir por el número 21 de la rue de Navarin en París, donde disfrutó de un estudio más grande que conservó hasta su muerte.
En 1914, volvió a su lugar de nacimiento, en Corbelin, y también alquiló en el número 8 del cours Lafayette de Lyon una habitación con su cuñada Émilie Champetier, viuda de su hermano Joanny. Trabaja principalmente en casa de sus clientes para los encargos de retratos o en el estudio del pintor lionés Léon Garraud.
François Guiguet fue un retratista muy apreciado, que solo completaba sus obras después de numerosos estudios preparatorios y numerosas sesiones de poses. Además de los retratos por encargo, pintó la vida de los artesanos (herreros, carpinteros, costureras, etc.) y, en menor medida, paisajes y naturalezas muertas. Encontró una fuente de inspiración en su lugar de nacimiento.
Muere intestado en 1937. Por tanto las obras que conservaba en su poder se reparten por suertes, en lotes, entre sus familiares.

## Obras en colecciones públicas
- Lyon, Museo de Bellas Artes : Los trabajadores, hacia 1892, óleo sobre lienzo.
- Morestel, casa Ravier : colección de obras, depósito del Ayuntamiento de Corbelin.
- París :
  - departamento de artes gráficas del museo del Louvre : dibujos.
  - Museo de Orsay :
    - niña joven, ganchillo;
    - cabeza de niño.
- Saint-Denis de La Réunion, museo Léon-Dierx : Chica, hacia 1900-1910.

Œuvres de François Guiguet
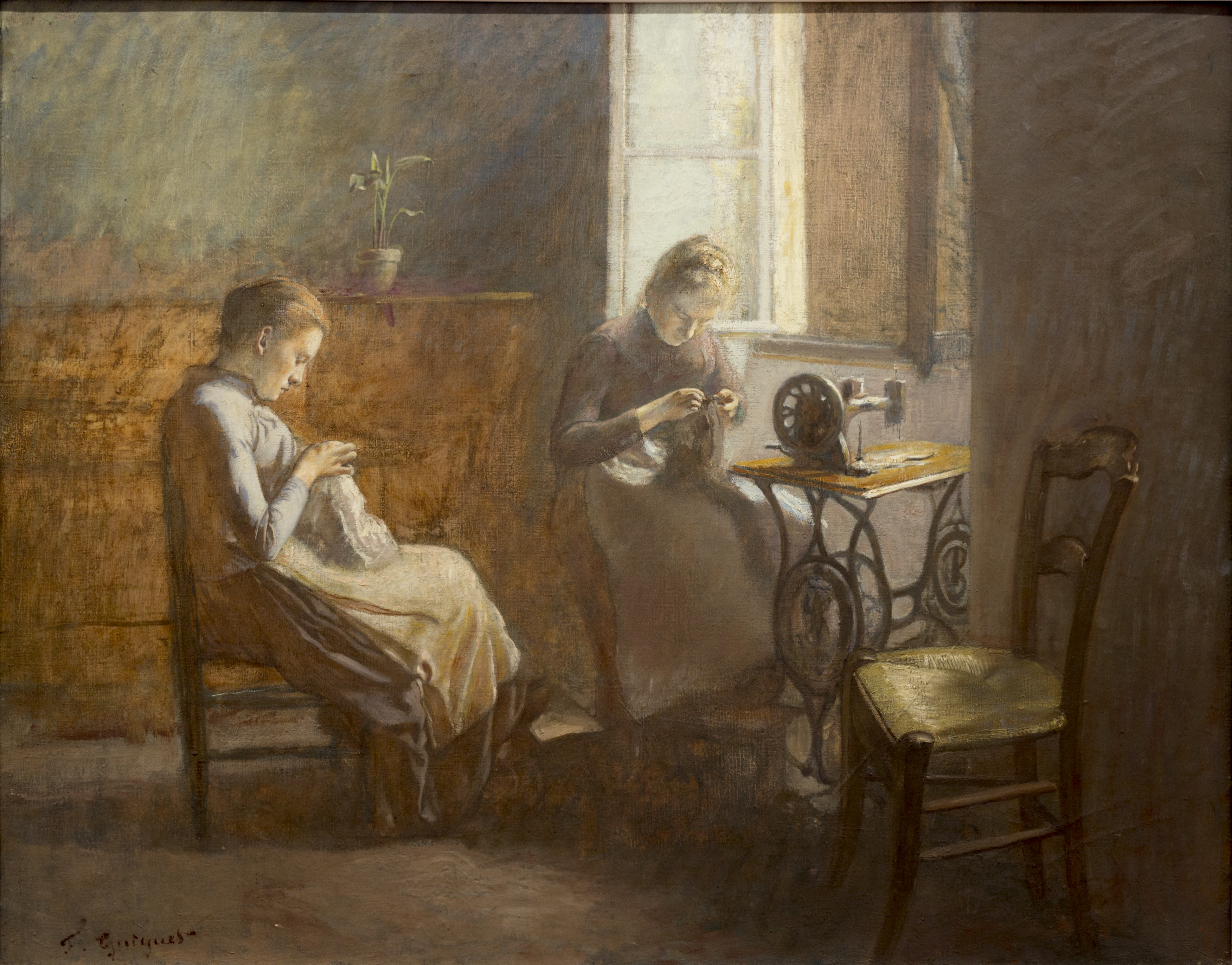
Les Ouvrieres (hacia 1892), Museo de Bellas Artes de Lyon.
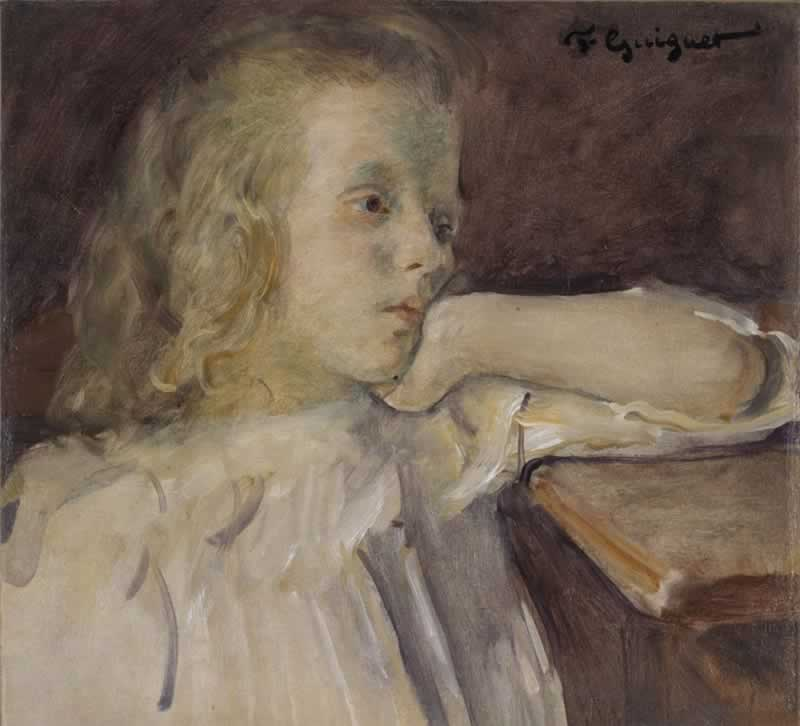
Niña (alrededor de 1900-1910), Saint-Denis de La Réunion, museo Léon-Dierx.
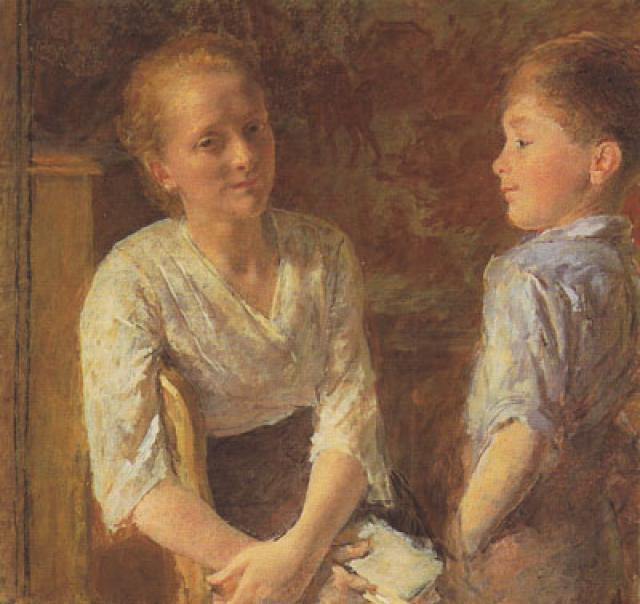
La Lesson (Marie Guiguet y Jean Fiard), Morestel, casa Ravier.
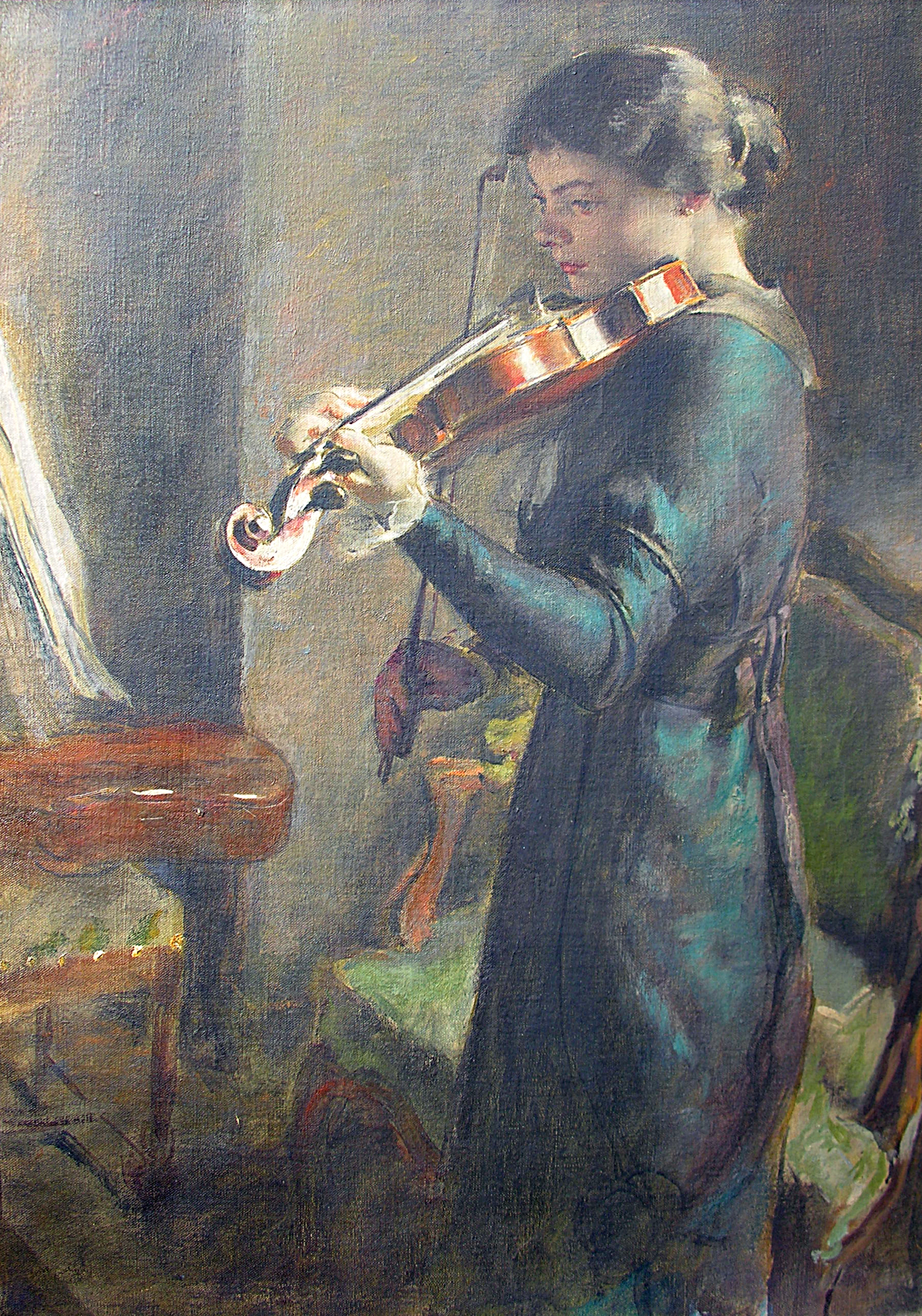
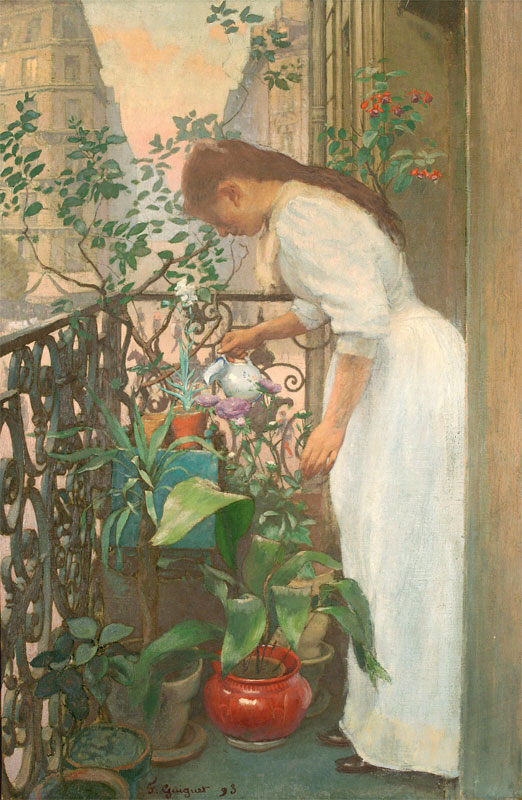
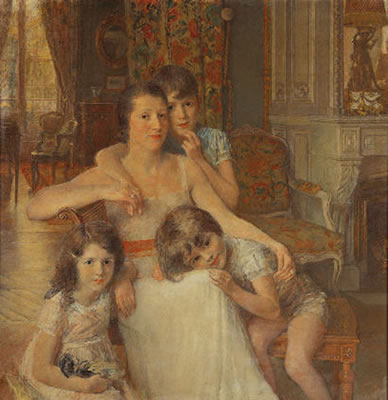